# トマス・リンダール
トマス・ローベルト・リンダール（Tomas Robert Lindahl, 1938年1月28日- ）は、スウェーデンの医学者。専門は癌研究。フランシス・クリック研究所名誉研究員。ストックホルム生まれ。塩基除去修復の研究が評価され、「DNA修復機構の解明」により、ポール・モドリッチ、アジズ・サンジャルと共に、2015年ノーベル化学賞を受賞した。

## 経歴
1970年にカロリンスカ研究所から医学博士号を取得後、プリンストン大学、ロックフェラー大学の博士研究員となった。1978年から1982年にかけてヨーテボリ大学教授を務めた。1981年にイギリスのImperial Cancer Research Fund（現在のCancer Research UK）に移籍し、1986年から2005年まで同所のディレクターを務めた。2009年からはフランシス・クリック研究所に在籍。1988年王立協会フェロー選出。

## 主な受賞歴
- 1996年 - クルーニアン・メダル
- 2007年 - ロイヤル・メダル
- 2010年 - コプリ・メダル
- 2015年 - ノーベル化学賞